# Oxydia trychiata
Oxydia trychiata là một loài bướm đêm trong họ Geometridae.